# 215089 Hermanfrid
215089 Hermanfrid è un asteroide della fascia principale. Scoperto nel 1960, presenta un'orbita caratterizzata da un semiasse maggiore pari a 3,9423522 UA e da un'eccentricità di 0,2417765, inclinata di 3,21798° rispetto all'eclittica.
L'asteroide è dedicato all'archeologo tedesco Hermanfrid Schubart.